# Joel Michaely
Joel Michaely – amerykański aktor i producent filmowy.
Wystąpił m.in. w filmach Szalona impreza (1998), Ghost World (2001), Żyć szybko, umierać młodo (2002), Kiss Kiss Bang Bang (2005), Cheerleaderka (1999), Wagary (1989), Dziewczyna z fabryki (2006) i Wonderland (2003; scena z jego udziałem została usunięta), a także gościnnie pojawił się w telewizyjnych serialach Sabrina, nastoletnia czarownica, Asy z klasy i Unhappily Ever After. W 2005 r. wyprodukował film The Quiet.